# Ga đại học Hanyang tại Ansan
Ga đại học Hanyang tại Ansan là ga trên Tàu điện ngầm vùng thủ đô Seoul tuyến 4. Mặc dù cái tên nó được đặt theo Ansan khuôn viên của Đại học Hanyang, khoảng cách giữa nhà ga và trường học gần 2 km.
Nhà ga này là ga cuối phía Đông Nam của Tuyến Suin sử dụng ngày nay; nó sẽ trở thành một điểm chuyển giao giữa 4 và tuyến Suin khi công trình ở Tuyến Suin hoàn thành.
Đại học Hanyang có xe buýt đưa đón dừng trước Đại học tại Ga Ansan. Xe buýt xe đưa đón sinh viên tại trạm đến trường, trong vòng 7 đến 8 phút.

## Bố trí ga
| ↑ Sari    | ↑ Sangnoksu | Sari ↓ |
| \| １     | \| ３       | \|     |
| Jungang ↓ |             |        |

| １ | ● Tuyến Suin–Bundang | ← Hướng đi Suwon · Jukjeon · Suseo · Wangsimni            |
| ２ | ● Tuyến 4            | ← Hướng đi Geumjeong · Gwacheon · Myeong-dong · Danggogae |
| ３ | ● Tuyến 4            | → Hướng đi Jungang · Choji · Ansan · Oido →               |
| ４ | ● Tuyến Suin–Bundang | → Hướng đi Oido · Incheon Nonhyeon · Songdo · Incheon →   |

## Liên kết
- Trang chủ chính thức
  - Korail Lưu trữ ngày 16 tháng 2 năm 2012 tại Wayback Machine
  - Seoul Metro
  - Seoul Metropolitan Rapid Transit Corporation Lưu trữ ngày 16 tháng 10 năm 2013 tại Wayback Machine
  - Tuyến SinBundang
  - Ga Cyber - Bản đồ, ga và tìm tuyến đường Lưu trữ ngày 14 tháng 4 năm 2012 tại Wayback Machine
- Thành phố chính phủ
  - Tàu điện ngầm Seoul: Du lịch Seoul chính thức Lưu trữ ngày 9 tháng 3 năm 2013 tại Wayback Machine
  - Video WMV ngôn ngữ tiếng Anh Lưu trữ ngày 5 tháng 2 năm 2012 tại Wayback Machine - mô tả lịch sử tàu điện ngầm Seoul, công trình hiện tại và dự án tương lai
- Khác
  - Hình ảnh đường sắt Metropolitan bao gồm bản đồ trạm song ngữ, tháng 11 năm 2012 Lưu trữ ngày 2 tháng 5 năm 2014 tại Wayback Machine